# Підлужжя (Кам'янський район)
Підлу́жжя — село в Україні, у Кам'янському районі Дніпропетровської області. Населення за переписом 2001 року складало 425 осіб. Входить до складу Верхньодніпровської міської громади.

## Географія
Село Підлужжя знаходиться між двох річищ річки Самоткань, вище за течією на відстані 0,5 км розташоване село Богодарівка, нижче за течією примикають місто Верхньодніпровськ і село Пушкарівка, на протилежному березі — село Тарасівка. Через село проходить автомобільна дорога Н08.

## Населення

### Мова
Розподіл населення за рідною мовою за даними перепису 2001 року:
| Мова            | Кількість | Відсоток |
| --------------- | --------- | -------- |
| українська      | 407       | 95.76%   |
| російська       | 12        | 2.82%    |
| білоруська      | 2         | 0.47%    |
| румунська       | 2         | 0.47%    |
| польська        | 1         | 0.24%    |
| інші/не вказали | 1         | 0.24%    |
| Усього          | 425       | 100%     |